# Anisodes parallela
Anisodes parallela là một loài bướm đêm trong họ Geometridae.